# アリド山
アリド山（アリドさん、英: Alid）はエリトリア・セメナウィ・ケイバハリ地方ゲレーロ地区に存在する成層火山。ブリ半島の付け根に当たるダナキル窪地に位置する。頂上は標高904m(2,966ft)。1928年に火口からの噴煙が観測されている。

## 地形
アリド山は東アフリカ・エリトリアの中央部にあたるセメナウィ・ケイバハリ地方のゲレーロ地区に位置する成層火山である。北北西のエチオピアと南南東のダナキルの2つの地塁に挟まれたデンカリア（南デンカリア地区・中部デンカリア地区の名に含まれる）と呼ばれる大地溝帯の北側にあたる地域に孤立しており、アリド山北方のブリ半島を隔てて北西に紅海がひらける。この紅海はエリトリアの首都・アスマラの北方にあたる。
火山は、マグマが地層や岩石の中に入り込む貫入によって地表に現れた堆積岩のドーム及び表面を覆い侵食を受けた玄武岩を含む熔岩及び流紋岩で構成されている。山塊は概ね円形をしており、頂上は904メートルに達している。火山頂上のドーム部に幅2キロメートル、長さ3キロメートルの裂溝を有し、他に北稜に1キロメートルの幅、1.5キロメートルの長さと100メートルの深さの、プリニー式噴煙(en:Plinian eruption)を噴き上げるカルデラを有している。現在の火山活動はこの北稜の噴気孔のみに限られている。火山観測所は置かれていない。